# 1645 год в России
Царствование: 1613—1645 — Михаила Фёдоровича, затем 1645—1676 — Алексея Михайловича.

## События

### Правление Михаила Фёдоровича
- 22 января — патриарх Иосиф присылает серебряную раку в Успенский собор г. Владимир для мощей святого благоверного князя Юрия Всеволодовича, погибшего в 1238 году в Ситской битве[1].
- Экспедиция Семёна Дежнёва[2]: 
  - Весна — Стадухин Михаил Васильевич и Зырян Дмитрий Михайлович с половиной казаков и добытым ясаком отправились обратно на р. Лена[2].
  - Колымский острог, где осталось 13 человек, включая Дежнёва С.И., тут же подвергся атаке юкагиров (около 500 чел.), от которых осаждённым едва удалось отбиться. После того как к ним прибыло подкрепление, ситуация на Колыме стабилизировалась и туда хлынул промысловый и торговый люд[2].
- 13 (23) июля — умер царь Михаил Фёдорович[3].

#### Правление Алексея Михайловича
- Одоевский Никита Иванович руководит церемонией крестного целования членов Боярской думы, московских чинов, детей боярских различных городов, гостей и других лиц новому царю Алексею Михайловичу[3].
- 14 (24) июля — Алексей Михайлович вступает на престол[4].
- 18 августа — умерла царица Евдокия Лукьяновна, вторая жена Михаила Фёдоровича, мать царя Алексея Михайловича.
- 28 сентября [8 октября] — венчание на царство Алексея Михайловича Тишайшего (1629—1676), второго царя из династии Романовых (правил до 29 января 1676)[5].
- Льговский Дмитриев монастырь разорён крымскими татарами, но вскоре восстановлен[6].
- Вспыхнуло и подавлено башкирское восстание[7].
- Пожалованы окольничеством: Пушкин Григорий Гаврилович[8].
- Пожалованы боярством: ближний боярин Морозов Борис Иванович (минуя чин окольничего)[9] , ближний боярин Одоевский Никита Иванович (боярин с 1640, минуя чин окольничего)[3].

## Города и поселения
- 15 (25) января — по наказу царя, под руководством Вельяминова Степана Михайловича заложен восьмибашенный острог (сов г. Усмань)[10].
- Для защиты от набегов калмыков и ногаев основан острог (сов. г. Мензелинск). Через город проходила важная дорога соединявшая Уфу с Казанью[11].
- Дворцовое село Лысково подарено царём боярину Морозову Борису Ивановичу (принадлежало ему до 1661)[12].

## Руководители приказов[13]
| Года      | Приказ                | Ф,И,О главы                | Примечание  |
| --------- | --------------------- | -------------------------- | ----------- |
| 1643-1645 | Казанского дворца     | Одоевский Никита Иванович  | Боярин      |
| 1643-1645 | Сибирский приказ      | Одоевский Никита Иванович  | Боярин      |
| 1630-1661 | Разрядный приказ      | Гавренёв Иван Афанасьевич  | Думный дьяк |
| 1639-1645 | Владимирского судного | Шереметев Иван Петрович    | Боярин      |
| 1639-1645 | Сбора ратных людей    | Шереметев Иван Петрович    | Боярин      |
| 1646-1647 | Приказных дел         | Шереметев Иван Петрович    | Боярин      |
| 1644-1645 | Разбойный приказ      | Шереметев Василий Петрович |             |
| 1638-1646 | Аптекарский приказ    | Шереметев Фёдор Иванович   | Боярин      |
| 1643-1645 | Новая четверть        | Шереметев Фёдор Иванович   | Боярин      |

## Воеводы[17]
| Года      | Город     | Ф,И,О воеводы                        | Примечания |
| --------- | --------- | ------------------------------------ | ---------- |
| 1643-1647 | Алаты     | Михайлов Иван                        | Казанец    |
| 1645-1647 | Алексин   | Рожнов Василий Семёнович             |            |
| 1645-1647 | Арск      | Борисов Иван Алексеевич              |            |
| 1642-1646 | Астрахань | Репнин Борис Александрович           | Боярин     |
| 1644-1647 | Атемар    | Приимков-Ростовский Василий Наумович |            |
| 1643-1646 | Берёзов   | Квашнин Мелентий Климентьевич        |            |
| 1644-1646 | Болхов    | Челищев Янаклыч                      |            |
| 1642-1647 | Борисово  | Десятого Юрий                        |            |
| 1643-1646 | Бежецк    | Замыцкий Иван Иванович               |            |
| 1645-1647 | Белгород  | Хилков Фёдор Андреевич               | Стольник   |
| 1642-1646 | Белёв     | Хитрой Севастьян Дементьевич         |            |

## Родились
- Питирим (27 февраля 1645, Вязьма — 28 июля 1698) — епископ Русской православной церкви, епископ Тамбовский и Козловский.
- Толстой, Пётр Андреевич (1645—17 февраля 1729) — граф, государственный деятель и дипломат, сподвижник Петра Великого.

## Умерли
- Царь Михаил Фёдорович (1596—1645) — первый царь из династии Романовых; правил с 27 марта 1613 года.
- Плещеев, Лев Афанасьевич (ум. 1645) — стольник, казначей, воевода в Уфе и Самаре.
- Стрешнева, Евдокия Лукьяновна (1608 — 18 августа 1645) — вторая жена царя Михаила Фёдоровича с 5 (15) февраля 1626, мать царя Алексея Михайловича.
- Телятевский, Фёдор Андреевич (ум. 1645) — военный и государственный деятель, стольник и полковой воевода.